# Constituția Sloveniei
Constituția republicii Slovenia a fost adoptată de către Adunarea Națională (Državni zbor) pe 23 decembrie 1991.1

## Structura
Documentul este împărțit în 10 capitole 2:
1. Dispoziții generale
2. Drepturile omului și libertăți fundamentale
3. Relații economice și sociale
4. Organizarea statului
5. Autoguvernarea
6. Finanțe publice
7. Constituționalitate și legalitate
8. Curtea Constituțională
9. Procedura modificării Constituției
10. Prevederi tranzitorii și finale

## Amendamente3
Constituția a fost modificată de 4 ori de la adoptarea sa din 1991:
- 14 iulie 1997 – cetățenilor străini li se recunoaște permisiunea de a cumpăra proprietăți imobiliare in Slovenia, ca parte a convergenței din cadrul Uniunii Europene
- 25 iulie 2000 – este introdus sistemul de vot proporțional
- 7 martie 2003 – constituția este modificată din nou pentru a permite Sloveniei să adere la Uniunea Europeană și la NATO
- 23 iunie 2004 – 3 modificări ale constituției:

- dizabilitățile sunt considerate circumstanțe personale care interzic discriminarea în sectorul drepturilor omului și libertăților fundamentale
- introducerea cotelor în cadrul alegerilor locale și parlamentare pentru a promova egalitatea între sexe
- menționarea explicită a dreptului la pensie ca element a dreptului la securitate socială.

## Dintre prevederi
- Capitolul 1, articolul 11: Limba oficială în Slovenia este slovena. În zonele în care comunitățile etnice italiene si ungare locuiesc, limbile italiana si respectiv ungara sunt de asemenea limbi oficiale.
- Capitolul 2, articolul 17: Dreptul la viață este inviolabil. Nu există pedeapsa capitală în Slovenia
- Capitolul 3, articolul 73: Orice persoană este obligata prin lege să protejeze așezările naturale de interes special, raritățile si monumentele culturale.